# Maxmilián z Orsini-Rosenbergu
Maxmilián hrabě z Orsini-Rosenbergu (německy Maximilian Graf von Orsini und Rosenberg, 17. března 1846 Štýrský Hradec – 27. srpna 1922 Baden) byl rakousko-uherský generál a dvořan. V armádě sloužil od roku 1862, později působil také u císařského dvora. Byl pobočníkem korunního prince Rudolfa a později dlouholetým nejvyšším hofmistrem arcivévody Rainera. Mimo aktivní službu ve vojsku nakonec dosáhl čestné hodnosti generála kavalerie (1911).

## Životopis
Pocházel ze starého šlechtického rodu Orsini-Rosenbergů, byl synem hraběte Josefa Orsini-Rosenberga (1803–1868) a jeho manželky Marie Idy, rozené hraběnky Grimaudové d'Orsay (1816–1894), matka se po ovdovění podruhé provdala za hraběte Dominika Bruntálského z Vrbna.
V roce 1862 Maxmilián vstoupil do armády jako kadet k polním myslivcům, zúčastnil se války s Dánskem a poté sloužil u různých posádek. V hodnosti rytmistra byl v roce 1876 jmenován c. k. komořím.
V roce 1886 byl povýšen na majora a jako křídelní pobočník byl přidělen ke službě u korunního prince Rudolfa. V roce 1888 dosáhl hodnosti podplukovníka a po sebevraždě korunního prince byl převelen k posádce v Brandýse nad Labem, formálně byl také císařským pobočníkem.
V roce 1892 se vrátil do Vídně a přes dvacet let zastával úřad nejvyššího hofmistra arcivévody Rainera Ferdinanda, v souvislosti s tím byl v roce 1895 jmenován c. k. tajným radou. V roce 1899 byl povýšen na generálmajora, v roce 1906 dosáhl hodnosti polního podmaršála a nakonec v roce 1911 obdržel čestnou hodnost generála jezdectva. Po smrti arcivévody Rainera Ferdinanda v lednu 1913 setrval ještě u dvora jako nejvyšší hofmistr jeho manželky Marie Karolíny (do její smrti v roce 1915).
Hrabě Maxmilián z Orsini-Rosenbergu zemřel ve věku 76 let v roce 1922 v Badenu u Vídně, kde je také spolu s manželkou pohřben na hřbitově Helenenfriedhof.

## Řády a vyznamenání
Za zásluhy byl nositelem několika vysokých rakouských vyznamenání, vzhledem ke své službě u dvora obdržel řadu ocenění také od zahraničních panovníků. Byl rytířem Leopoldova řádu, nositelem Řádu železné koruny I. třídy, Vojenského záslužného kříže a Vojenské záslužné medaile. Dále byl držitelem velkokříže Řádu italské koruny, württemberského Fridrichova řádu a rytířem Řádu pruské koruny. Byl též čestným rytířem Německého řádu a během své vojenské služby obdržel čestné občanství v Dobřanech a Gmündu.

## Rodina
Během služby v Čechách se v září 1890 v Praze oženil s hraběnkou Marií Annou z Herbersteinu (1851–1921), vdovou po Zikmundovi Khevenhüller-Metschovi a dámou Řádu hvězdového kříže. Z jejich manželství se přesně rok po svatbě v Praze narodila dcera Ida (1891–1955). Ta se v roce 1916 provdala za hraběte Christopha Klemense ze Stolberg-Stolbergu (1888–1968), který byl v době druhé světové války důstojníkem wehrmachtu a nakonec dosáhl hodnosti generálmajora (1944).
Maxmiliánův starší bratr Karel Dominik (1840–1918) byl komturem Řádu německých rytířů pro rakouské země. Jejich sestra Marie Anna (1841–1917) se v roce 1873 provdala za c. k. polního zbrojmistra Franze von Johna (1815–1876), který byl již o generaci starším vdovcem, zastával funkci rakouského ministra války a náčelníka rakouského generálního štábu. Další sestra Emma (1858–1905) byla manželkou hraběte Rudolfa Czernin-Morzina (1855–1927), který byl majitelem rozsáhlých velkostatků v Čechách a dědičným členem Panské sněmovny.
V rakousko-uherské armádě sloužilo na přelomu 19. a 20. století několik dalších příslušníků rodu Orsini-Rosenbergů, Maxmiliánův bratranec Felix (1846–1905) dosáhl hodnosti polního podmaršála a krátce před smrtí byl zemským velitelem v Chorvatském království.